# Балка Солоний Яр
Ба́лка Соло́ний Яр (рос. Соленый Яр; б. Соленый Яр) — балка (річка) в Україні у Біловодському районі Луганської області. Ліва притока річки Деркулу (басейн Азовського моря).

## Опис
Довжина річки приблизно 13,23 км, найкоротша відстань між витоком і гирлом — 12,73 км, коефіцієнт звивистості річки — 1,04. Формується декількома балками та загатами. Переважно на деяких ділянках балка пересихає.

## Розташування
Бере початок на південно-західній стороні від села Бараниківка. Тече переважно на південний захід понад селом Вітрогон, через північно-східну околицю села Новодеркул і впадає в річку Деркул, ліву притоку Сіверського Дінця.

## Цікаві факти
- У селі Новодеркул балку перетинає автошлях Т 1314[3] (автомобільний шлях територіального значення в Луганській області. Проходить територією Марківського, Біловодського та Станично-Луганського районів через Просяне (пункт контролю) — Марківку — Біловодськ — Широкий. Загальна довжина — 93,8 км).
- У минулому столітті на правому березі балки у селі Вітроган існували 1 газгольдер та 1 газова свердловина[2].